# Trung Tâm, Lào Cai
Trung Tâm là một phường thuộc tỉnh Lào Cai, Việt Nam.

## Địa lý
Phường Trung Tâm giáp xã Liên Sơn, xã Sơn Lương, xã Văn Chấn, xã Phình Hồ, phường Cầu Thia, phường Nghĩa Lộ.

## Lịch sử
Ngày 16 tháng 6 năm 2025, Ủy ban Thường vụ Quốc hội ban hành Nghị quyết số 1673/NQ-UBTVQH15 về việc sắp xếp các đơn vị hành chính cấp xã của tỉnh Lào Cai năm 2025. Theo đó, sắp xếp toàn bộ diện tích tự nhiên, quy mô dân số của phường Trung Tâm và các xã Phù Nham, Nghĩa Lợi, Nghĩa Lộ thành phường mới có tên gọi là phường Trung Tâm.